# The Rose and the Yew Tree
The Rose and the Yew Tree is een drama geschreven door Agatha Christie onder haar pseudoniem Mary Westmacott. Het werk werd voor het eerst gepubliceerd in het Verenigd Koninkrijk door William Heinemann Ltd in 1948. Datzelfde jaar kwam het ook uit in de Verenigde Staten via Farrar & Rinehart. Het is een van de weinige werken van Christie dat niet in het Nederlands beschikbaar is.

## Verhaal
Hugh Norreys, die kreupel werd na een verkeersongeval, krijgt bezoek van John Gabriel. John, een volgens Hugh onaantrekkelijke man, zetelt in het parlement. Niet veel verder woont Isabella, een mooie vrouw, in een kasteeltje.
John wint de verkiezingen. Tot ieders verbazing neemt hij ontslag en vertrekt met Isabella.